# 파울라 이반

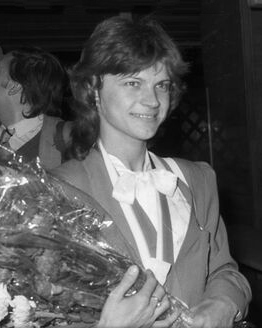

파울라 이반(루마니아어: Paula Ivan, 1963년 7월 20일 ~ )은 루마니아의 전직 중거리달리기 선수이며, 1988년 서울 올림픽 1500m 금메달리스이다.
1987년 자그레브에서 열린 하계 유니버시아드에서 1500m와 3000m에서 2개의 금메달을 땄다. 그해 로마에서 열린 세계 육상 선수권 대회에서 같은 종목들의 예선들을 통과하지 않았다.
1988년 7월 이반은 앙카라에서 열린 발칸 게임에서 800m와 1500m를 우승하였는 데, 800m는 1분 56.42초의 경력 최고 기록을 세운다. 7월 27일 베로나에서 1500m를 3분 58.80초로 달려 경력에서 4분 마크를 깼으며, 8월 17일 취리히에서 우승하는 데 3분 56.22초로 향상시켰다.
서울 올림픽에서 첫 종목 3000m에서 2위를 하고, 6일 후에 1500m에서 3분 53.96초의 올림픽 신기록을 세워 우승을 거두었다.
1989년 이반은 헤이그에서 열린 유럽 실내 선수권에서 4분 07.16초로 1500m를 우승하였다. 그해 후반에 4분 15.61초와 함께 마일 종목을 위한 세계 기록을 깼다. 8월 뒤스부르크에서 열린 하계 유니버시아드에서 다시 1500m/3000m 우승을 되풀이하고, 9월 바르셀로나에서 열린 IAAF 월드컵에서 1500m를 우승하였다. 그러고나서 그녀는 코치가 되기 위하여 은퇴하였다.
2000년 36세의 나이로 이반은 또 하나의 시즌을 위하여 복귀하였다. 8월 18일 몬테카를로에서 열린 허큘리스-젭터 대회에서 자신의 시즌의 최고 시간 4분 04.66초와 함께 IAAF 그랑프리에서 1500m를 달렸다.
그녀는 1984년부터 1987년까지 4번이나 IAAF 세계 크로스컨트리 선수권에 나갔다. 1985년 경주에서 그녀는 동메달을 딴 루마니아 팀의 일부였으며 이반 자신은 34위에 들어왔다. 그녀의 최고의 개인 상연은 1987년 바르샤바에서 열린 경주에서 9위였다.
2002년 이래 부쿠레슈티에 있는 스피루아렛 대학교에서 체육과 스포츠부의 회원으로 지내왔다.